# Ternant-les-Eaux
Ternant-les-Eaux település Franciaországban, Puy-de-Dôme megyében. Lakosainak száma 49 fő (2022. január 1.). Ternant-les-Eaux Dauzat-sur-Vodable, Mareugheol, Saint-Hérent és Vodable községekkel határos.

## Népesség
A település népessége az elmúlt években az alábbi módon változott:
| Lakosok száma | 43   | 42   | 41   | 37   | 34   | 32   | 29   | 39   | 49   |
|               | 2013 | 2015 | 2016 | 2017 | 2018 | 2019 | 2020 | 2021 | 2022 |